# Затоглав
Затоглав (хрв. Zatoglav) је насељено место у општини Рогозница, Шибенско-книнска жупанија, Хрватска.

## Историја
До територијалне реорганизације у Хрватској био је у саставу старе општине Шибеник. Као самостално насеље, Затоглав постоји од пописа 2011. године. Настала је издвајањем дела насеља Дворница.

## Становништво
У попису становништва из 2011. године, Затоглав је имао 61 становника.